# Pericrocotus lansbergei
A Pericrocotus lansbergei a madarak osztályának verébalakúak (Passeriformes) rendjébe és a tüskésfarúfélék (Campephagidae) családjába tartozó faj.

## Rendszerezése
A fajt Johann Büttikofer svájci zoológus írta le 1886-ban.

## Előfordulása
Délkelet-Ázsiában, Indonézia területén honos. Természetes élőhelyei a szubtrópusi vagy trópusi síkvidéki és hegyi esőerdők. Állandó, nem vonuló faj.

## Megjelenése
Testhossza 16 centiméter.

## Életmódja
Párban, vagy kisebb csapatban ízeltlábúakkal táplálkozik.

## Természetvédelmi helyzete
Az elterjedési területe elég kicsi, egyedszáma viszont stabil. A Természetvédelmi Világszövetség Vörös listáján nem fenyegetett fajként szerepel.